# Hjalmar Nilsson (organist)
Hjalmar Nilsson, född 1892, död 1981, var en svensk organist i S:t Peters Metodistkyrka i Stockholm och Husby-Ärlinghundra kyrka i Uppland. 
Han finns bland annat representerad med en tonsättning i Den svenska psalmboken 1986 (nr 583b).

## Psalmer
- Pärlor sköna, ängder gröna (1986 nr 583b) tonsatt 1933